# Tambo (rivier)

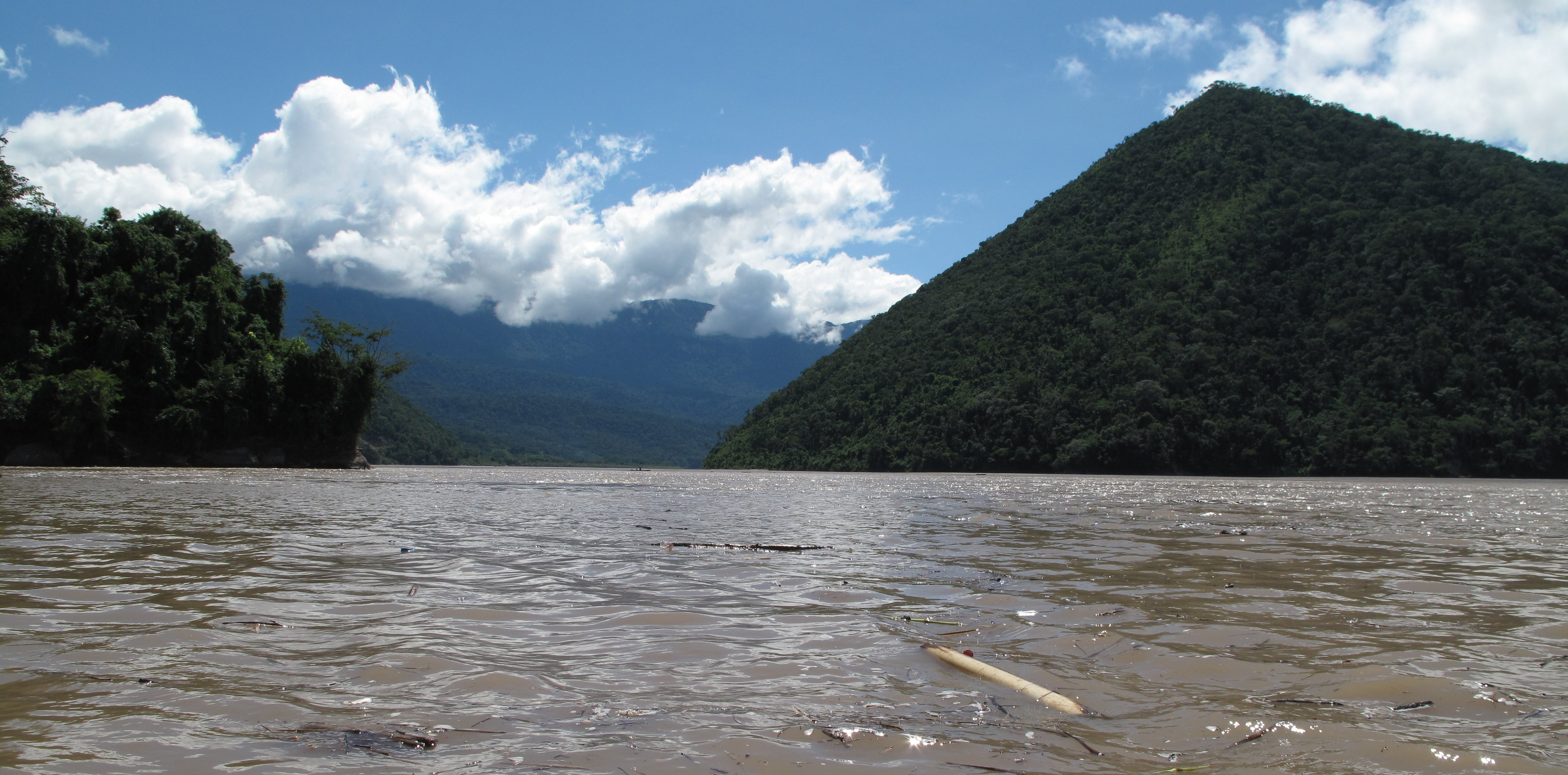
De Tambo

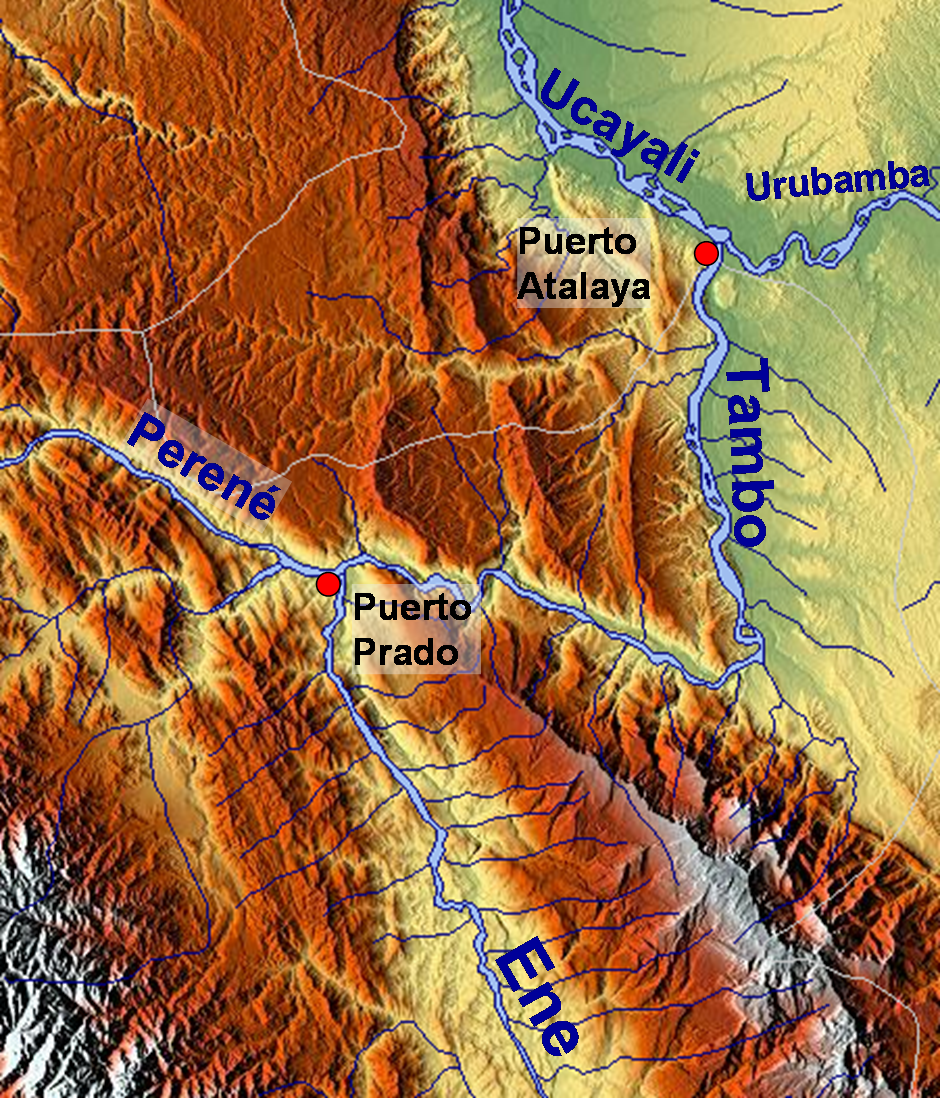

De Tambo is een Peruaanse rivier op de oostelijke hellingen van de Andes die mede het brongebied van de Amazone bepaalt.
De Apurimac wordt thans als bronrivier van de Amazone aangegeven. Als deze bij Nevado Mismi samenvloeit met de Mantaro, wordt de Ene gevormd.
De Tamborivier ontstaat bij de samenvloeiing van de Ene met de Perené. De samenvloeiing gebeurt op 11° 10′ ZB, 74° 14′ WL bij de stad Puerto Prado, 400 m boven zeeniveau. De rivier stroomt in oostelijke richting ten zuidoosten van Gran Pajonal en buigt dan naar het noorden; haar totale lengte is 159 km.
Op 10° 42′ ZB, 73° 45′ WL, verenigt de Tambo zich met de Urubamba en vormt zo de Ucayali.